# Лин Мэнчу
Лин Мэнчу́ (кит. упр. 凌濛初, пиньинь Líng Méngchū, другое имя — Лин Бо (凌波); 1580 — 1644) — китайский писатель эпохи Мин, драматург, библиофил и издатель.
Родился в семье крупного чиновника, но на ученой стезе не продвинулся, имел лишь ученую степень сюцая. Служил на государственной службе, некоторое время занимал пост начальника уезда, в последние годы династии Мин занимал достаточно высокую должность военного инспектора. Погиб в боях с повстанческой армией Ли Цзычэна. По взглядам — ортодоксальный конфуцианец, человек строгих нравов и убеждений, что, впрочем не помешало ему в своих произведениях высказывать оригинальные неортодоксальные идеи.
Был автором нескольких сборников стихов и исследований в области литературы, собирал произведения простонародной литературы. В историю мировой литературы вошел, прежде всего, как автор двух ставших классическими сборников хуабэнь — «Поразительное. Первая часть» (1627) и «Поразительное. Вторая часть» (1632).
В отличие от Фэн Мэнлуна и иных составителей сборников хуабэнь, бывших преимущественно их собирателями и редакторами, Лин Мэнчу — автор произведений, вошедших в оба сборника. По его словам, материалом для них послужили краткие заметки различных авторов об удивительных людях и необыкновенных происшествиях, а также новеллы прошлых эпох.
На русский язык основные произведения Лин Мэнчу перевёл Дмитрий Воскресенский.